# Гейсір

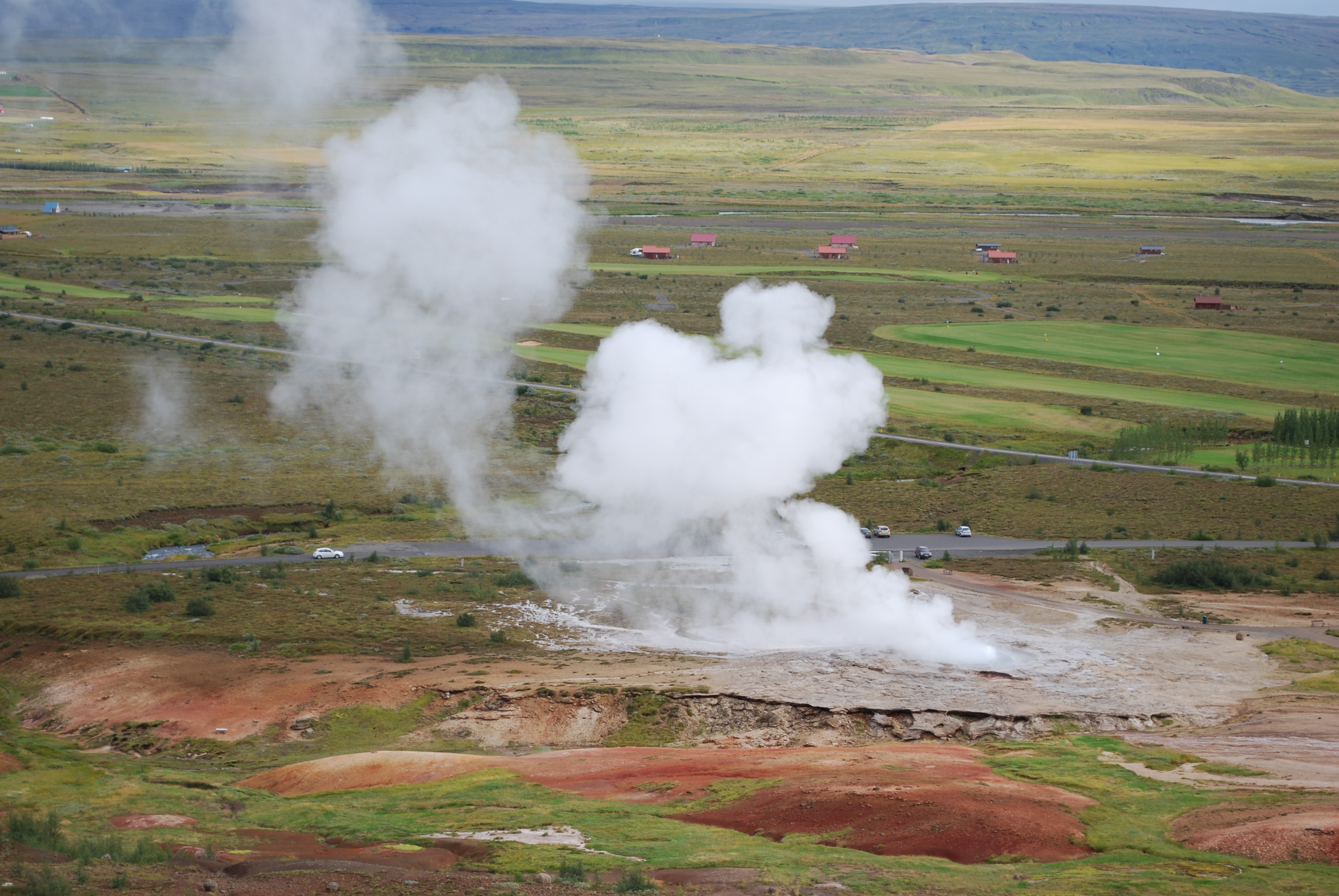
Виверження Ґейсіра влітку 2009 року

Ґе́йсір (ісл. Geysir) — перший коли-небудь описаний у друкованому джерелі гейзер. 

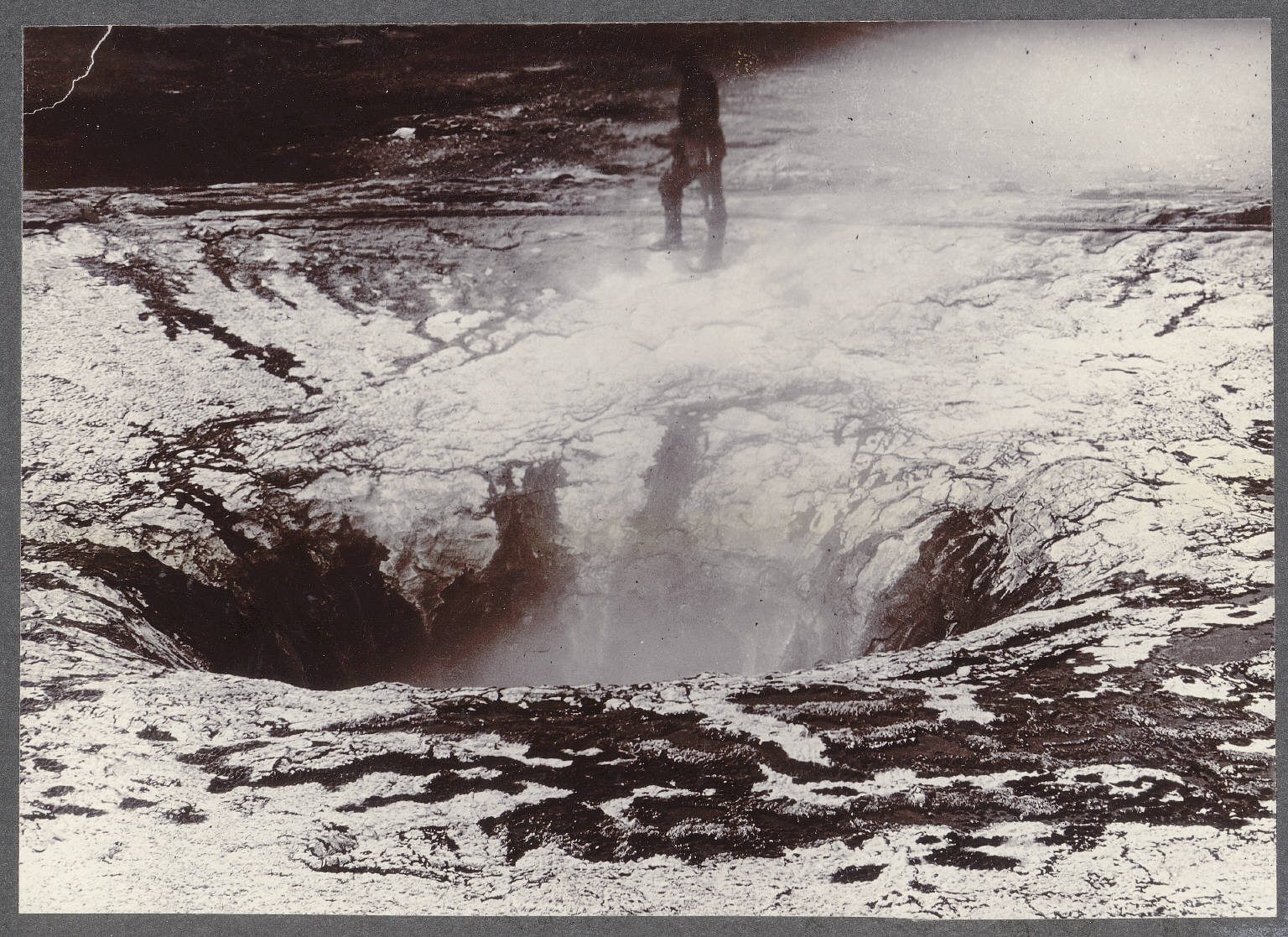
Жерло Ґейсіра після виверження

Розташований в Хейкадалюрський долині в Ісландії. Саме від його назви походить слово «гейзер», а сама назва — від ісландського слова geysa (хлинути). Потік води з гейзера може сягати 70 метрів, хоча загалом виверження води тут є доволі рідкісними. 
Ґейсір входить до Золотого кільця Ісландії.